# 서신애
서신애(1998년 10월 20일 ~ )는 대한민국의 배우이다.

## 출연 작품
- 역할의 굵은 글씨는 주연 작품

### 텔레비전 드라마/영화
| 날짜          | 종류            | 방송사        | 제목                                    | 역할          | 참고                                      |
| ------------- | --------------- | ------------- | --------------------------------------- | ------------- | ----------------------------------------- |
| 2005년        | 영화            | -             | 미스터 주부 퀴즈왕                      | 다나          | 데뷔작                                    |
| 2007년        | 영화            | -             | 눈부신 날에                             | 우준          |                                           |
| 2007년        | 영화            | -             | 내 사랑                                 | 혜영          |                                           |
| 2007년        | 드라마          | MBC           | 고맙습니다                              | 이봄          | 16부작(3월 21일 ~ 5월 10일)               |
| 2009년        | 드라마          | KBS1          | 청춘예찬                                | 이순자        | 75부작(1월 5일 ~ 4월 17일)                |
| 2009년~2010년 | 시트콤          | MBC           | 지붕뚫고 하이킥                         | 신신애        | 126부작(2009년 9월 7일 ~ 2010년 3월 10일) |
| 2010년        | 드라마          | KBS2          | 구미호: 여우누이뎐                      | 윤초옥        | 16부작(7월 5일 ~ 8월 24일)                |
| 2010년        | 드라마          | KBS2          | KBS 드라마 스페셜 - 소년, 소녀를 만나다 | 이지완        | 10월 2일                                  |
| 2012년        | 극장 애니메이션 | -             | 요나 요나 펭귄                          | 코코          | 더빙                                      |
| 2012년        | 드라마          | KBS2          | KBS 드라마 스페셜 연작 시리즈 - S.O.S   | 방시연        | 2부작 단막극(5월 20일 ~ 5월 27일)         |
| 2013년        | 드라마          | SBS           | 돈의 화신                               | 어린 복재인   | 2화 ~ 3화(2월 3일 ~ 2월 9일)              |
| 2013년        | 드라마          | MBC           | 여왕의 교실                             | 은보미        | 16부작(6월 12일 ~ 8월 1일)                |
| 2014년        | TV 애니메이션   | KBS2          | 꾸러기 케라톱스 코리요                  | 트리          | 더빙                                      |
| 2014년        | 시트콤          | tvN           | 감자별 2013QR3                          | 서신애        | 79화 특별 출연(2월 26일)                  |
| 2014년        | 드라마          | KBS2          | 하늘벽에 오르다                         |               | 특별 출연, 장애 이해교육 드라마(4월 18일) |
| 2014년        | 영화            | -             | 나의 사랑 나의 신부                     | 재경          | 2014년 촬영                               |
| 2015년        | 영화            | -             | 미쓰 와이프                             | 김하늘        | 2015년 촬영                               |
| 2016년        | 웹드라마        | 네이버 tvcast | 악몽선생                                | 김슬기        | 우정 출연(1화 ~ 2화)                      |
| 2016년        | 드라마          | MBC           | W                                       | 강철의 여동생 | 1화 특별 출연(7월 20일)                   |
| 2016년        | 단편영화        | -             | 오월                                    | 정나연        | 2016 울주 세계산악영화제 출품작           |
| 2016년        | 드라마          | JTBC          | 솔로몬의 위증                           | 박초롱        | 특별출연, 2016년                          |
| 2017년        | 웹드라마        |               | 날아올라                                | 김소연        | 6부작(2017년 12월 28일 ~ 2018년 1월 17일) |
| 2018년        | 영화            | -             | 스타박'스 다방                          | 최연서        |                                           |
| 2018년        | 영화            | -             | 당신의 부탁                             | 주미          | 2017년 촬영                               |

### 뮤지컬/연극
| 뮤지컬          | 뮤지컬               | 뮤지컬                              | 뮤지컬 |
| 제목            | 역할                 | 기간                                |        |
| --------------- | -------------------- | ----------------------------------- | ------ |
| 알라딘          | 라나 (알라딘 여동생) | 2011년 4월 28일 ~ 2011년 5월 5일    |        |
| 올슉업          | 로레인               | 2017년 11월 24일 ~ 2018년 2월 11일  |        |
| 연극            |                      |                                     |        |
| 제목            | 역할                 | 기간                                |        |
| 악역배우 남달구 | 남지원               | 2011년 12월 16일 ~ 2011년 12월 25일 |        |
| 유리동물원      | 빈칸                 | 2021년 12월 2일 ~ 2021년 12월 5일   |        |

## 그 외 활동

### 텔레비전 프로그램
| 날짜   | 종류        | 방송사     | 제목                                 | 역할                     | 참고                                                |
| ------ | ----------- | ---------- | ------------------------------------ | ------------------------ | --------------------------------------------------- |
| 2007년 | 예능        | MBC        | 느낌표 - 산넘고 물건너               | 진행                     |                                                     |
| 2009년 | 교양        | MBC        | 휴먼다큐 사랑 - 네 번째 엄마         | 내레이션                 | 2009년 5월 1일 방송                                 |
| 2010년 | 예능        | MBC        | 여우의 집사                          | 출연자                   |                                                     |
| 2010년 | 예능        | SBS        | 스타주니어쇼 붕어빵                  | 출연자                   | 58회~61회                                           |
| 2012년 | 교양        | MBC        | MBC 1318 사랑의 열매 캠프            |                          | 2012년 9월 4일 방송                                 |
| 2013년 | 예능        | MBC every1 | 탑 디자이너 2013                     | 특별 심사위원            | 5회                                                 |
| 2013년 | 교양        | MBC        | 2013 코이카의 꿈                     | 출연자                   | 3~4회                                               |
| 2013년 | 교양        | MBC        | 휴먼다큐 사람이 좋다 - 우리도 배우다 | 출연자                   | 2013년 6월 22일 방송                                |
| 2013년 | 교양        | KBS2       | 여유만만                             | 출연자                   | 방학특집(with 김유정, 진지희), 2013년 8월 20일 방송 |
| 2016년 | 예능        | SBS        | SBS 인기가요                         | 스페셜 MC                | 2016년 1월 17일 방송                                |
| 2016년 | 예능        | K STAR     | 진짜 뷰티                            | 게스트                   | 2016년 3월 8일 방송                                 |
| 2016년 | 클래식 공연 |            | 천원짜리 콘서트 CLASSIC SMAPLER      | MC                       | 2016년 3월 13일                                     |
| 2016년 | 음악        | MBC        | 미스터리 음악쇼 복면가왕             | 게스트(닉네임: 복면자객) | 2016년 5월 29일 방송                                |
| 2016년 | 교양        | KBS1       | KBS 6.25 기획 다큐멘터리 - 피아노    | 내레이션                 | 2016년 6월 25일 방송                                |
| 2016년 | 예능        | KBS2       | 해피투게더 시즌3                     | 게스트                   | 2016년 7월 7일 방송                                 |
| 2017년 | 예능        | tvN        | 인생술집                             | 게스트                   | 2017년 3월 2일 방송                                 |
| 2017년 | 예능        | JTBC       | 비정상회담                           | 게스트                   | 2017년 7월 10일                                     |
| 2021년 | 예능        | MBC        | 심야괴담회                           | 게스트                   | 2021년 9월 16일 방송                                |

### 라디오 프로그램
- 2013년 6월 10일 MBC 표준FM 《신동의 심심타파》 (김향기, 천보근, 김새론과 함께)
- 2016년 6월 8일 MBC FM4U 《정오의 희망곡 김신영 입니다》

### 음반
- 2013년 영화 《눈부신 날에》 OST '아나요' with 이지훈

### MV
- 2004년 투데이 - 눈을 뜨면
- 2008년 김용진 - 사랑이 있을까
- 2014년 god - 우리가 사는 이야기

### 광고
- 2003년 아모스 파스넷
- 2004년 서울우유협동조합
- 2004년 금호아시아나
- 2004년 한국도자기 은나노 그린차이나
- 2004년 교원구몬 구몬학습
- 2004년 동서식품 동서벌꿀(신애라와 함께 촬영)
- 2004년 SK커뮤니케이션즈 싸이월드
- 2004년 유진산업 씽큐블럭
- 2004년 LG유플러스 가족사랑할인 요금제(배용준과 함께 촬영)
- 2004년 피죤(박주미와 함께 촬영)
- 2004년 삼양그룹
- 2005년 새마을금고(최지우와 함께 촬영)
- 2007년 CJ제일제당 햇반
- 2007년 오리온 포카칩
- 2007년 쌍용건설
- 2008년 웅진식품 자연은
- 2010년 현대자동차그룹
- 2010년 대교 대교 눈높이(with 진지희)

### 홍보대사
- 2013년 경기적십자사 RCY 홍보대사(2013.04~2015.04)
- 2013년 경찰청 학교폭력 근절 홍보대사
- 2014년 제4회 Festival Owon(페스티벌 오원) 한국 전통 다례 문화 알리미 홍보대사
- 2016년 제1회 안양국제청소년영화제 홍보대사

## 수상 경력
| 연도 | 주관             | 수상 부문     | 출연작             |
| ---- | ---------------- | ------------- | ------------------ |
| 2007 | MBC 연기대상     | 아역상        | 고맙습니다         |
| 2009 | MBC 방송연예대상 | 아역상        | 지붕뚫고 하이킥    |
| 2010 | KBS 연기대상     | 청소년 연기상 | 구미호: 여우누이뎐 |
| 2013 | MBC 연기대상     | 아역상        | 여왕의 교실        |

## 기타 수상 경력
- 2014년 제19회 국제 차(茶) 문화대전 대통령상